# 山崎定勝
山崎 定勝（やまざき さだかつ）は、安土桃山時代から江戸時代初期にかけての武将、大名。

## 経歴
山崎家盛（または山崎定盛）の子とされるが、諸系図には『山崎家譜』を含めて名前が見られない。年齢的には子と考えるには無理があり、兄弟または従兄弟か。豊臣秀吉の馬廻。
文禄元年（1592年）の文禄の役では、御後備衆のうちで250名を率いて肥前名護屋城に駐屯し、本丸裏表御門番衆に列した。文禄3年（1594年）5月23日、明使沈惟敬が秀吉に謁見した際、御配膳衆の1人として侍した。
同年、伏見城の普請を分担。加増で1万石となり、伊勢国八知と竹原に所領を与えられた。
慶長5年（1600年）の関ヶ原の戦いでは西軍に与し、伊勢口の防衛、大坂福島口の警固に当たり、8月には毛利秀元、長束正家らとともに安濃津城攻めに参加したが、関ヶ原本戦が敗北に終わると逃亡。改易された。
後に豊臣秀頼に仕え、慶長9年（1604年）8月の豊国臨時祭に関与しているが、大坂の陣の頃に散見しないのでそれ以前に没したと思われる。